# Кукавички партизански одред
Кукавички народноослободилачки партизански одред формиран је 10. августа 1941. године на планини Кукавици, на месту званом Јасичка долина, од придошлих група из Лесковца, Јабланице, Пусте Реке, Поречја, Поморавља и других крајева. Формирао га је, по налогу Окружног комитета КПЈ Лесковац, Драги Стаменковић Плави, делегат Покрајинског комитета КПЈ за Србију. Први штаб чинили су: командант Милош Манојловић Милан, заменик команданта Обрад Лучић Милутин, активни ваздухопловни официр бивше Југословенске војске, и политички комесар, Крста Миљанић Ђурђански, учитељ. Њега је убрзо заменио Владимир Ђорђевић Милош. 

Одред је деловао на простору од Кукавице и Поречја, преко Јабланице, Радана и Видојевице, до Топлице, прелазећи Јужну Мораву. Борило се против Немаца, недићеваца, четника Косте Миловановића Пећанца, четника Драгољуба Михаиловића, љотићеваца и Бугара. 

Крајем септембра 1941. у састав Кукавичког НОП одреда дошао је цео Врањски одред, који се повукао пред бугарском офанзивом. Од једног дела војника Кукавичког НОП одреда на планини Радан, у селу Спонце, формиран је 21 . октобра 1941. године Јабланички народноослободилачки одред. Кукавички НОП одред остваривао је сарадњу кроз заједничка дејства са Топличким, Бабичким и Јабланичким НОП одредом. Од 1. маја 1942. године одред је наставио борбу као Лесковачки народноослободилачки партизански одред, а крајем зиме 1943. ушао је у састав Првог јужноморавског НОП одреда.